# Plexippus ochropsis
Plexippus ochropsis là một loài nhện trong họ Salticidae.
Loài này thuộc chi Plexippus. Plexippus ochropsis được Tord Tamerlan Teodor Thorell miêu tả năm 1881.